# Ендеида
Ендеида в древногръцката митология е съпруга на Еак и майка на Теламон и Пелей. Тя намразила своя заварен син Фок и подучила синовете си да го убият. Те го сторили и поради това били изпратени от Еак в изгнание.